# Siuslaw National Forest

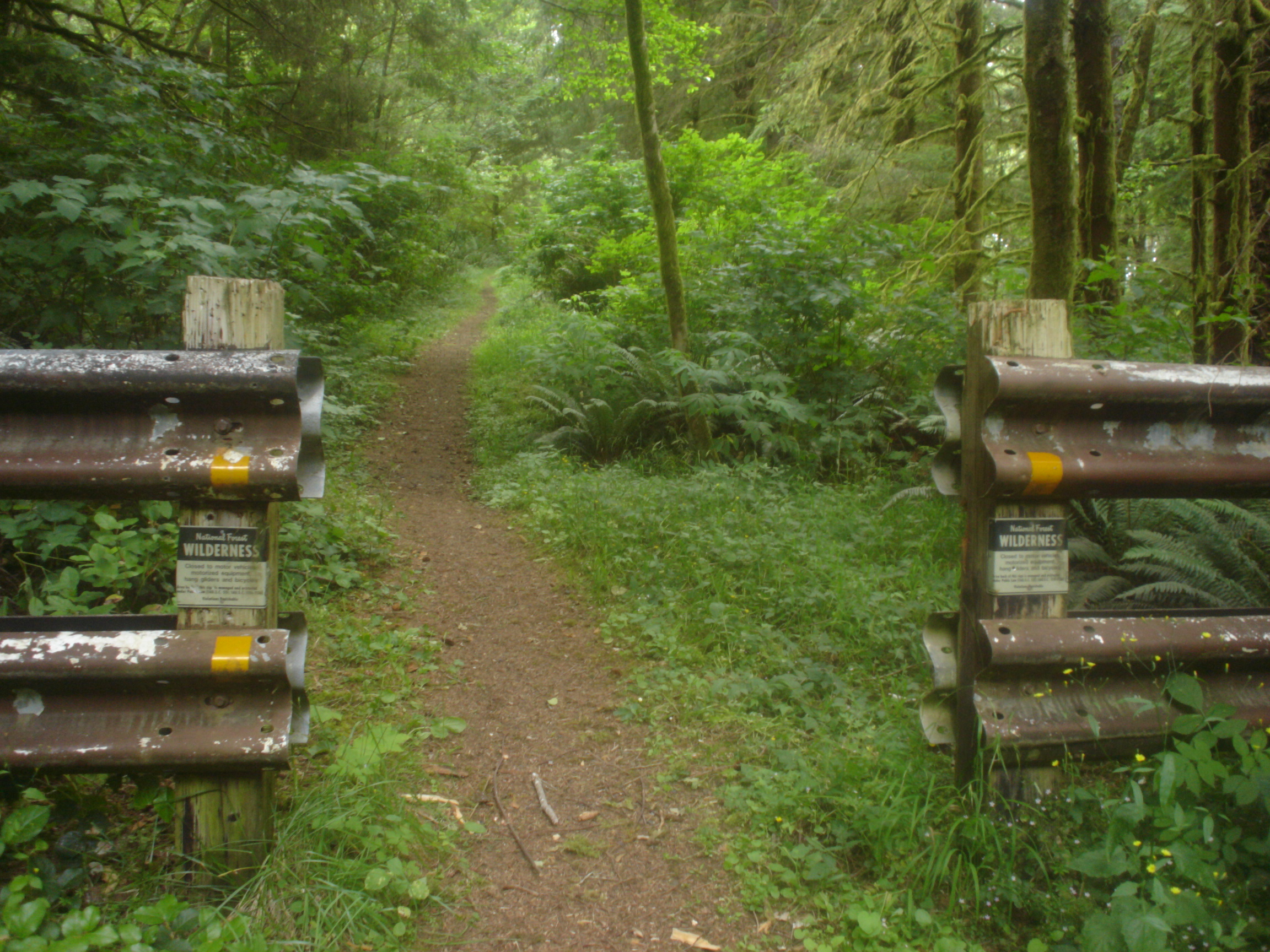
Urwald in der Cummins Creek Wilderness im Siuslaw National Forest

Der Siuslaw National Forest ist ein Nationalforst im US-Bundesstaat Oregon. Der Nationalforst wurde 1908 gegründet und erstreckt sich in mehreren Abschnitten über insgesamt 217 km entlang der Küste Oregons.

## Geographie
Der 2549 km² große Nationalforst bedeckt weite Teile der Oregon Coast Range. Die Höhe reicht vom Meeresspiegel bis auf 1249 m, womit er einer von nur zwei Nationalforsten der kontinentalen USA ist, die an einen Ozean grenzen. Der Nationalforst erstreckt sich von der Küste bis zu 44 km ins Landesinnere. Im Wald liegen 30 natürliche Seen und über 1900 km Bäche und Flüsse. Die vier größten Flüsse, die aus dem Nationalforst in den Pazifik fließen, sind der Nestucca, Alsea, Siuslaw und Umpqua River. Zwei Drittel der Fläche des Forsts liegen im Lane und Lincoln County, die übrigen Gebiete liegen im Tillamook, Douglas, Yamhill, Benton, Coos und Polk County. 
Der U.S. Highway 101 verläuft parallel zum Nationalforst entlang der Küste, während die Highways 26, 6, 18, 22, 20, 34, 126 und 38 den Wald und die Coast Range queren und die Küste mit Portland und dem Willamette Valley verbinden.

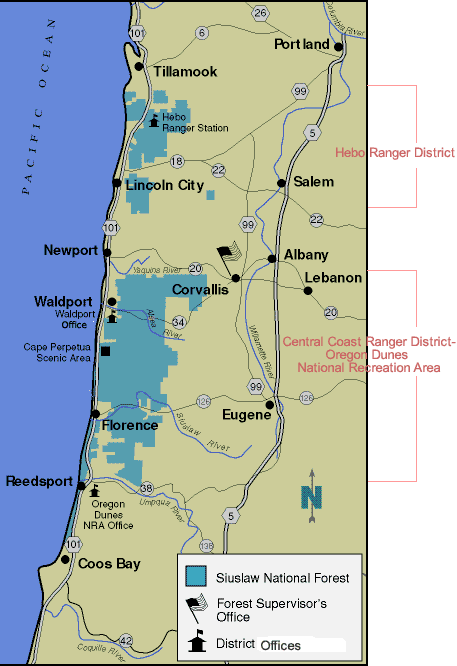
Karte des Siuslaw National Forest

## Klima
Das Klima ist ein durch den Pazifik geprägtes maritimes Klima mit bis zu 2500 mm jährlichen Niederschlag, der vor allem im Winter fällt. Die Temperaturen im Winter sind mit −1 bis 4 °C mild, deshalb ist Schneefall selten. Die Sommer sind mit 16 °C wärmer und trockener, wobei es an der Küste kühler und häufig neblig ist.

## Flora und Fauna
Die reichlichen Niederschläge bieten die Voraussetzungen für einen gemäßigten Regenwald. Im Nationalforst gibt es zwei ausgeprägte Vegetationszonen, den Sitka-Fichtenwald und die Westamerikanische Hemlockzone. Die Sitka-Fichte benötigt ein feuchtes und kühles Klima und wächst in Oregon nur bis zu einer Entfernung von bis zu fünf Kilometern von der Küste. Im Landesinneren von Oregon ist es für sie zu warm und trocken, dort, in den Bergen der Coast Range, dominiert ein Wald aus Westamerikanischen Hemlocktannen und Douglasien. Weitere Arten sind Riesenlebensbäume, Roterlen und Oregon-Ahornbäume.
Durch Kahlschlag und Straßenbau wurden im 19. und vor allem im 20. Jahrhundert ein großer Teil der Urwälder zerstört, so dass der Nationalforst heute meist aus Sekundärwald besteht. Durch den 1994 vom U.S. Forest Service und vom Bureau of Land Management mit beschlossen Northwest Forest Plan soll die Forstwirtschaft von Kahlschlag auf eine nachhaltigere Forstwirtschaft umgestellt werden, die Rücksicht auf die noch vorhandenen Urwälder und auf bedrohte Tiere und Pflanzen nimmt.
Im Nationalforst kommen 26 Amphibien- und Reptilienarten, 235 Vogelarten, über 200 Arten von Fischen und 69 verschiedene Säugetierarten vor. Die größten Säugetiere sind Roosevelt-Wapitis und Schwarzbären, in den Wäldern leben auch der gefährdete Fleckenkauz und Weißkopfseeadler. 
Die zahlreichen Flüsse und Bäche sind Laichgründe für Königs- und Silberlachse und Regenbogen und Cutthroatforellen, die zum Laichen die Flüsse aufwärts schwimmen.

## Schutzgebiete und touristische Ziele

### Marys Peak
Mit 1249 Metern Höhe ist Marys Peak der höchste Berg der Oregon Coast Range und des Nationalforsts. Der Berg ist wegen seiner reichen, einzigartigen Landschaft und Pflanzen ein ausgewiesenes Scenic Botanical Area und der bekannteste Gipfel westlich von Corvallis. An klaren Tagen geht der Blick vom Gipfel vom Ozean bis zur Kaskadenkette. 

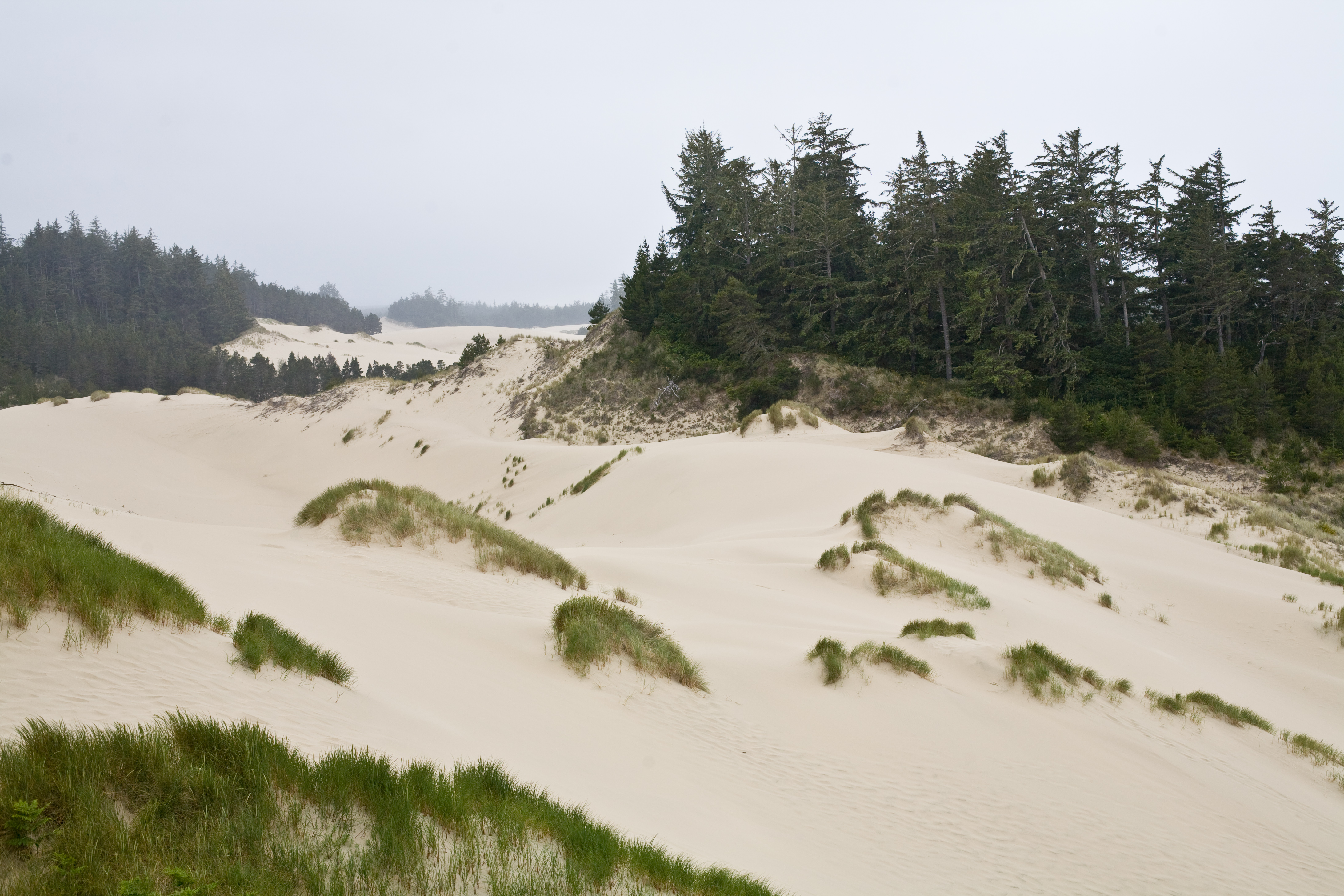
Oregon Dunes bei Florence

### Oregon Dunes National Recreation Area
Das Oregon Dunes National Recreation Area liegt innerhalb des Nationalforst zwischen Florence und Coos Bay. Die Oregon Dunes sind die größte Fläche von Küstensanddünen in Nordamerika. Das 31 km² große National Recreation Area enthält schöne Sandstrände, 30 Seen, mehrere Wanderwege und eine eindrucksvolle Küstenlandschaft.

### Cascade Head Scenic Research Area
Cascade Head ist eine acht Kilometer nördlich von Lincoln City gelegene Landspitze an der Küste Oregons. Südlich des Kaps mündet der Salmon River in den Pazifik. 
1934 wurde ein 4811 Hektar großes Gebiet als Cascade Head Experimental Forest geschützt, um den typischen Küstenregenwald aus Sitka-Fichten und Westamerikanischen Hemlocktannen wissenschaftlich zu untersuchen. 1936 wurde auf dem Gelände eine Wetterstation errichtet, die auch heute noch eine offizielle Station des National Weather Service ist. 1974 wurde das 3913 Hektar große Cascade Head Scenic Research Area gegründet, das den westlichen Teil des Urwaldes, die mit Präriegras bewachsenen Landspitzen Cascade Head und Hart’s Cove sowie die Mündung des Salmon River im Süden umfasst. Die Kombination der beiden Gebiete ergab ein vielfältiges Forschungsprogramm, weshalb das gesamte Gebiet 1980 von der UNESCO als Biosphärenreservat ausgewiesen wurde. Die vielfältigen Ökosysteme bieten Lebensraum für mehr als 350 Tierarten, darunter für den gefährdeten Fleckenkauz, den Marmelalk, den Silberlachs und für den Oregon Silver Spot Butterfly. Der renaturierte Salmon River ist ein Laichgebiet für Lachse und ebenso Lebensraum für Jungfische. Am Fluss liegen Erlenwälder, im Hinterland die Regenwälder der Küste Oregons. 
Das Gebiet wird vom Forest Service und der Pacific Northwest Research Station des USDA Forest Service verwaltet, Kooperationspartner sind die Nature Conservancy, der 109 Hektar des Geländes des Kaps gehören, Universitäten in Oregon und Washington sowie verschiedene Behörden Oregons.

### Sand Lake Recreation Area
Das Sand Lake Recreation Area liegt an der Küste etwa 24 km südwestlich von Tillamook zwischen Cape Lookout und Cape Kiwanda. Das 435 Hektar große Gebiet umfasst offene Sanddünen, die von dichten Wäldern und der Pazifikküste begrenzt werden. Die Sanddünen beginnen an einer Meeresbucht und erstrecken sich etwa 5,6 km nordöstlich. An drei Seiten sind die Dünen von einem Küsten-Mischnadelwald umgeben. Die Dünenlandschaft ist ein Beispiel für eine ausgedehnte Parabeldünenlandschaft. Die Vegetation besteht aus Küsten-Kiefern und europäischem Strandhafer.
In und an der Sand Lake genannten, 364 Hektar großen Bucht kann man angeln, Krabben und Muscheln sammeln, schwimmen, Kajak fahren, Wandern und Tiere beobachten. Im Gebiet gibt es einen Campingplatz, das Recreation Area ist ganzjährig und wegen der Sanddünen vor allem bei Off-Road-Fahrern beliebt.  

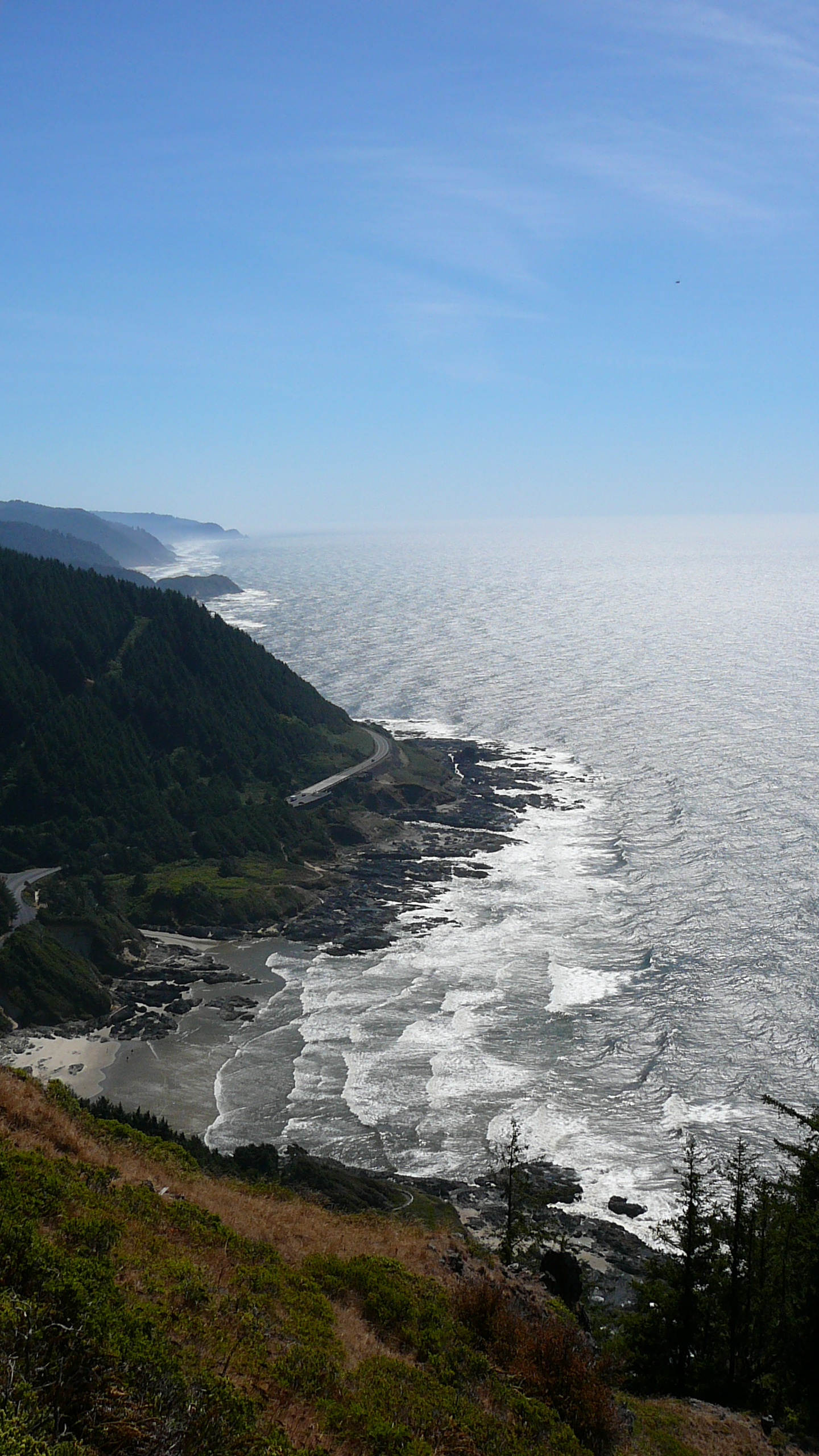
Panoramablick vom Cape Perpetua

### Cape Perpetua Scenic Area
Das über 240 m hohe Cape Perpetua ist eine Landspitze zwischen Newport und Florence. Das umliegende 109 km² große Scenic Area ist mit einem Besucherzentrum und zahlreichen Wander- und Spazierwegen touristisch erschlossen. Der Besuch des Scenic Area ist gebührenpflichtig. 
Insgesamt 37 km Wander- und Spazierwege führen durch das Gebiet. Wegen des kühlen, feuchten maritimen Klimas gibt es am Kap einen Sitka-Fichtenurwald. Eine der ältesten Sitka-Fichten der Region ist fast 600 Jahre alt, über 56 m hoch und hat einen Umfang von über zwölf Meter. Mehrere Wege führen durch den Wald und zum Meeresufer, wo es Gezeitentümpel und Felsen gibt, an denen bei entsprechenden Seegang das Meer spektakuläre Wasserfontänen aufwirft. Vom Aussichtspunkt auf dem Kap ergibt sich bei klarer Sicht ein Panoramablick über 240 km von Cape Foulweather bis Cape Blanco. Im Frühjahr und im Herbst kann man vom Kap Grauwale auf ihrer Wanderung beobachten. 
An die indianischen Ureinwohner der Region erinnern Berge von Muschelschalen, für die Indianer war die Region mit ihren reichen Vorkommen an Fischen, Muscheln, Krabben, Beeren und Wild eine wichtige Nahrungsquelle. In den 1930er Jahren legten Arbeiter des Civilian Conservation Corps eine Schutzhütte auf dem Kap an. Die Hütte diente während des Zweiten Weltkriegs kurzzeitig als Ausguckposten.

### Wilderness Areas
Im Nationalforst liegen drei kleine Wilderness Areas, die 1984 eingerichtet wurden. Die drei mit Urwald aus Sitka-Fichten, Westamerikanischen Hemlocktannen und Douglasien sowie dichtem Unterwuchs bestandenen Gebiete entsprechen nicht den typischen hochalpinen Wilderness-Areas. Die drei Küstenurwaldgebiete sind recht klein, umfassen zusammen nur etwa 90 km² und haben nur wenige oder gar keine Wege und nur wenige Übernachtungsmöglichkeiten für Wanderer. 

#### Drift Creek Wilderness Area
Die Drift Creek Wilderness liegt elf Kilometer nördlich von Waldport und südlich von Newport. Die 23 km² große Wilderness Area umfasst den größten noch vorhandenen Urwald der Oregon Coast Range.
Der steile Canyon des felsigen Drift Creek und die steilen Berghänge erwecken den Eindruck einer gebirgigen Landschaft, doch die bewaldeten Hügel steigen tatsächlich nur bis etwas über 450 m Höhe an. Getränkt von mehr als 3000 mm jährlichen Niederschlag ist der Boden entlang der Bäche von bis zu 15 cm dicken Moospolstern bedeckt.
Insgesamt führen zwölf Kilometer Wanderwege durch das Gebiet. 

#### Cummins Creek Wilderness Area
Die Cummins Creek Wilderness liegt 17 km südlich von Waldport und 24 km nördlich von Florence. Die über 37 km² große Wilderness Area wird durch die bis zu 730 m hohe Cummins Ridge in zwei Hälften geteilt. Die von Erlen und Ahornbäumen verdeckten Cummins und Bob Creek fließen durch dichten Regenwald westwärts in den Pazifik. 
Der über neun Kilometer lange Cummins Ridge Trail ist der einzige Weg, der mit über 300 m hohen Steigungen inmitten durch die Wilderness Area führt. Der Oregon Coast Trail führt durch das angrenzende Gelände, an die Wilderness Area grenzen das Cape Perpetua Scenic Area und der Neptune State Park. 

#### Rock Creek Wilderness
Die über 30 km² große Rock Creek Wilderness liegt an der Pazifikküste südlich von Waldport und nördlich von Florence. 
Der Rock Creek im Zentrum des Gebiets und der Big Creek an der Südgrenze durchfließen das dicht bewaldete Gebiet und münden in den Pazifik. Auf dem hohen Bergkamm zwischen den Flüssen kommen Oregon Silverspot Butterflys vor. 
Durch das unwegsame Gelände führen keine markierten Wege.